# Onthophagus watuwila
Onthophagus watuwila là một loài bọ cánh cứng trong họ Bọ hung (Scarabaeidae).